# ینگی‌کند سیدلر
ینگی‌کند سیدلر، روستایی از توابع بخش مرکزی شهرستان ایجرود در استان زنجان ایران است.

## جمعیت
این روستا در دهستان گلابر قرار دارد و براساس سرشماری مرکز آمار ایران در سال ۱۳۸۵، جمعیت آن ۱٬۸۹۴ نفر (۳۷۶ خانوار) بوده‌است.